# 300 (bande dessinée)
Pour les articles homonymes, voir 300 (homonymie).
300 est une série de comics de fantasy historique écrite et illustrée par Frank Miller et colorisée par Lynn Varley. Elle a été originellement publiée par Dark Horse Comics en 1998. Un film tiré de l'œuvre et réalisé par Zack Snyder est sorti en 2007. La bande dessinée est inspirée du roman historique de Steven Pressfield, Les Murailles de feu, publié en 1998.

## Synopsis
300 dépeint la bataille des Thermopyles menée par le roi de Sparte, Léonidas Ier, accompagné de ses 300 hippeis (garde personnelle du roi) afin d'empêcher l'invasion de la Grèce par les Perses. Plus particulièrement, une source importante d'inspiration citée par Miller est la vision de cet événement historique présentée dans le film La Bataille des Thermopyles (The 300 Spartans), que Miller a vu étant enfant,.

## Vie éditoriale
300 a d'abord été publié comme une mini-série de cinq numéros sous la forme d'un comic book mensuel par les éditions Dark Horse Comics. La première partie est parue en mai 1998. Les cinq parties sont nommées Honneur, Devoir, Gloire, Combat et Victoire.
La série complète a ensuite été rassemblée en un seul tome publié en 1999.
Dans l'édition originale, chaque page était publiée sur une double-page du magazine. Quand la série a été rassemblée en un volume, chaque double-page a été ramenée à une page simple. L'édition en un volume présente donc un format « à l'italienne », c'est-à-dire que sa largeur est supérieure à sa hauteur. Ce type de format est rare dans les comics. Son utilisation correspond sûrement au souhait de l'auteur d'illustrer les batailles sur toute la largeur de ses pages, et de mieux traduire la progression géographique des Spartiates vers la bataille[réf. nécessaire].

## Commentaires sur l'œuvre
Alan Moore, célèbre auteur des comics V pour Vendetta et Watchmen, se montre très critique envers 300 dans une interview donnée en décembre 2011 : « J'ai trouvé que Sin City était d'une irréductible misogynie, que 300 était largement anhistorique, homophobe et parfaitement erroné. Je pense qu'il y a une sensibilité très déplaisante qui se dégage de l'œuvre de Frank Miller depuis assez longtemps ».

## Allusion à d'autres œuvres
Le troisième tome de Sin City (Le Grand Carnage) fait référence à 300 (le héros exploite la géographie du terrain pour tendre une embuscade à ses ennemis, de la même manière que le roi Léonidas)[réf. nécessaire].

## Prix et récompenses
- 1999 : Prix Eisner de la meilleure mini-série
- 1999 : Prix Harvey de la meilleure série

## Publication
- (en) 300, Dark Horse Comics, 1998, 88 pages.  (ISBN 978-1-56971-402-7)
- (fr) 300, Rackham, 1999.